# فرضية الغلوتامات للفصام
توفر فرضية الغلوتامات للفصام نموذجًا عن مجموعة فرعية من الآليات الإمراضية الخاصة بالفصام والمرتبطة بنقل الإشارات غلوتامية الفعل. استندت الفرضية بشكل أولي إلى مجموعة من النتائج السريرية، والعصبية المرضية ولاحقًا الجينية التي أشارت إلى وجود قصور وظيفي في نقل الإشارات غلوتامية الفعل عبر مستقبلات «إن إم دي إيه». على الرغم من وجود اعتقاد بأن هذه الفرضية أكثر قربًا من الأسباب الجذرية الكامنة خلف الفصام، إلا أنها لا تنفي فرضية الدوبامين، ومن المحتمل دمج هاتين الفرضيتين في النهاية بواسطة النماذج القائمة على الدارات. سمح تطوير هذه الفرضية بإيجاد تكامل بين الشذوذات غاباوية الفعل والتذبذبية ضمن نموذج المرض المتقارب وأصبح من الممكن اكتشاف أسباب بعض حالات الاضطراب.
بشكل مماثل لفرضية الدوبامين، تطورت فرضية الغلوتامات عن التأثيرات المرصودة للعقاقير المعدلة للعقل. مع ذلك، على عكس ناهضات الدوبامين القادرة على محاكاة بعض الأعراض الإيجابية مع فرض مخاطر كبيرة على البنى الدماغية خلال استخدامها وبعد الانتهاء منها، استطاعت مناهضات «إن إم دي إيه» محاكاة بعض الأعراض الإيجابية والسلبية دون ضرر دماغي معتبر، عند دمجها مع العقارات المنشطة لغابا. من المرجح أن كلًا من الشذوذات دوبامينية الفعل وغلوتامية الفعل متورطة في تطور الفصام، نظرًا إلى التعديل الكبير في وظيفة المشابك الكيميائية، بالإضافة إلى الاختلالات الانتظام المشبكي الكهربائي. يمثل هذا جزءًا من مجموعة العوامل المعقدة من الناحية الكيميائية العصبية، والنفسية، والنفسية الاجتماعية والبنيوية، التي تؤدي إلى تطور الفصام.

## تسلسلات الإشارة المعدلة
مرة أخرى، تُعد المدخلات المهادية من الطبقة V عاملًا حاسمًا في وظيفية دماغ الإنسان. تسمح هذه المدخلات لجانبي الدماغ استقبال نفس المدخلات، ما يمنحهما بالتالي القدرة على إدراك العالم نفسه. في حالة  الذهان ، تفقد المدخلات المهادية جزءًا كبيرًا من طابعها المتكامل: تطغى الحلقات الارتجاعية الجوهرية مفرطة النشاط على المخرجات المطلوبة. ينجم هذا عن فرط نشاط «دي 2» و«5 – إتش تي 2 إيه». تصل هذه المدخلات المعدلة إلى أعلى القشرة المخية وأسفلها. يؤدي تسلسل إشارة «5 – إتش تي» المعدل إلى تعزيز قوة المدخلات المهادية الاستثارية من الطبقة V. يخلق هذا الشذوذ، الذي يعزز تسلسلات النقل المهادي القشري مقابل التحكم القشري المخططي، حلقة ارتجاعية، ما ينتهي بإنتاج مخرجات العقد القاعدية القوية بشكل غير طبيعي.
يتمثل جذر الذهان (التجارب غير القابلة للتفسير، حتى داخل عقل المرء نفسه) في تفوق مدخلات العقد القاعدية في الطبقة V على الإمكانية التثبيطية للمناطق القشرية الناجمة عن النقل المخططي. عند اقتران هذا مع النقل الجبهي المفرط من الحصين، على وجه الخصوص ذلك العائد إلى القشرة الجبهية الحجاجية، يؤدي هذا إلى خلق دماغ معرض للوقوع في الاعتقاد المعزز ذاتيًا.
مع ذلك، يمكن للأفراد ذوي نوع الدماغ هذا (البشر) في ظل بيئة معينة خلق نمط معزز ذاتيًا من السلوك شاد التكيف، من محاور الطبقة II/III و III/Iالمعدلة، من المخرجات المهادية غير المثبطة. يؤدي هذا إلى إضعاف العقلانية، الأمر الذي يحدث بشكل أساسي كاستجابة على عوز الأوكسيتوسين وفرط الفاسوبريسين الناجم عن نشاط «5 إتش تي 2 سي» الشاذ.
يحدث عجز في نشاط القشرة الجبهية، مع فرط في نشاط «دي إيه»: أساس تقدم الفصام، لكن يمثل هذا أيضًا الآلية العصبية الكامنة خلف العديد من الأمراض الذهانية الأخرى. يمكن عزو وراثية الفصام إلى بعض تقنيات «تربية الثلاجة» المحددة التي تنتقل عبر الأجيال. مع ذلك، يُعتبر العامل الوراثي المصدر الأولي للشذوذات العصبية التي تترك المرء عرضة للاضطرابات النفسية. على وجه التحديد، يوجد تداخل كبير بين اضطراب ثنائي القطب والفصام، وغيرهما من الاضطرابات الذهانية الأخرى.
يرتبط الاضطراب الذهاني مع فرط تعاطي المخدرات، على وجه التحديد مسببات التفارق، والمواد المخلة بالنفس، والمنبهات والمرجوانا.

## مناهضات الغلوتامات المحاكية للذهان
لُوحظ أن الكيتامين والفينسيكليدين قادران على إنتاج تشابهات كبيرة مع الفصام. يستطيع الكيتامين إنتاج أعراض أكثر تشابه (الهلوسات والانسحاب) دون أي تأثيرات دائمة ملحوظة (بخلاف تحمل الكيتامين). يمتلك نوعا الهيستامين الحلقي الأريلي درجة ما من الألفة (يو إم) من أجل «دي 2» وكمثبطين لإعادة الامتصاص الثلاثية. يتظاهر الفينسيكليدين (بّي سي بّي) على شكل أعرلض عديدة، إلا أنه يسبب على ما يبدو تغيرات بنيوية دماغية مشابهة لتلك التي تحدث في الفصام. على الرغم من عدم وجود إثبات، يمتلك الديزوسيلبين الذي اكتشفه فريق في ميرك القدرة على تمثيل التأثيرات الإيجابية والسلبية على حد سواء بطريقة مشابهة للغاية لما يحدث في الاضطرابات فصامية الشكل.

## العلاجات المحتملة المعتمدة على الغلوتامات
أظهرت إحدى التجارب السريرية المبكرة للعقار «إل واي 2140023» بواسطة إيلي ليلي إمكانية لعلاج الفصام دون إحداث زيادة في الوزن أو غيرها من الآثار الجانبية المرتبطة بمضادات الذهان التقليدية. فشلت تجربة في عام 2009 في إثبات تفوق هذا العقار على الأدوية الوهمية أو الأولانزابين، لكن أوضح ليلي أن هذه النتيجة عائدة إلى الاستجابة المرتفعة بشكل استثنائي على الدواء الوهمي. مع ذلك، أوقف إيلي ليلي التطوير الإضافي لهذا المركب في عام 2012 بعد فشله في تجاوز المرحلة III من التجارب السريرية. يعمل هذا العقار كناهض انتقائي لمستقبلات الغلوتامات «إم جي إل يو آر 2» و «إم جي إل يو آر 3» الأيضية (ارتبط جين «إم جي إل يو آر 3» بشكل مسبق مع الفصام).
وجدت الدراسات على الجلايسين (وغيره من الناهضات المساعدة عند مستقبلات «إن إم دي إيه») المضاف إلى مضادات الذهان التقليدية بعض الأدلة التي تشير إلى احتمالية النجاح في تحسين الأعراض في الفصام.